# Верден (Манітоба)
Верден (англ. Virden) — містечко в Канаді, у провінції Манітоба, у складі сільського муніципалітету Воллейс-Вудворт.

## Населення
За даними перепису 2016 року, містечко нараховувало 3322 особи, показавши зростання на 6,7%, порівняно з 2011-м роком. Середня густина населення становила 370,2 осіб/км².
З офіційних мов обидвома одночасно володіли 110 жителів, тільки англійською — 3 150, тільки французькою — 5. Усього 245 осіб вважали рідною мовою не одну з офіційних, з них 10 — одну з корінних мов, а 20 — українську.
Працездатне населення становило 69,5% усього населення, рівень безробіття — 8,5% (10,3% серед чоловіків та 7,1% серед жінок). 88,2% осіб були найманими працівниками, а 11,2% — самозайнятими.
Середній дохід на особу становив $51 968 (медіана $38 272), при цьому для чоловіків — $66 833, а для жінок $37 783 (медіани — $51 149 та $29 952 відповідно).
30,5% мешканців мали закінчену шкільну освіту, не мали закінченої шкільної освіти — 24,6%, 45,1% мали післяшкільну освіту, з яких 29,1% мали диплом бакалавра, або вищий.
| Статево-вікова структура населення | Статево-вікова структура населення | Статево-вікова структура населення | Статево-вікова структура населення | Статево-вікова структура населення |
| ---------------------------------- | ---------------------------------- | ---------------------------------- | ---------------------------------- | ---------------------------------- |
|                                    |                                    |                                    |                                    |                                    |
| Всього                             | Всього                             | 48,7%51,3%                         |                                    |                                    |
| 0 — 14 років                       | 0 — 14 років                       |                                    | 17,6%                              | 17,6%                              |
| 15 — 64 років                      | 15 — 64 років                      |                                    | 59,1%                              | 59,1%                              |
| 65 і більше                        | 65 і більше                        |                                    | 23,2%                              | 23,2%                              |
| 85 і більше                        | 85 і більше                        |                                    | 5,6%                               | 5,6%                               |
| 100 і більше                       | 100 і більше                       |                                    | 0,2%                               | 0,2%                               |
| Середній вік (років)               | Середній вік (років)               | 40,045,1                           | 42,6                               | 42,6                               |
| Медіана (років)                    | Медіана (років)                    | 37,644,4                           | 41,0                               | 41,0                               |
| — чоловіки — жінки                 |                                    |                                    |                                    |                                    |

| Походження мешканців:     | Походження мешканців:     | Походження мешканців: | Походження мешканців: | Походження мешканців: |
| ------------------------- | ------------------------- | --------------------- | --------------------- | --------------------- |
| Походження                |                           |                       | осіб                  | %                     |
| Корінні американці        | Корінні американці        |                       | 185                   | 5.75%                 |
| Інше північноамериканське | Інше північноамериканське |                       | 1 110                 | 34.53%                |
| Європейське               | Європейське               |                       | 2 560                 | 79.63%                |
| британське                | британське                |                       | 1 985                 | 61.74%                |
| французьке                | французьке                |                       | 270                   | 8.4%                  |
| українське                | українське                |                       | 345                   | 10.73%                |
| Карибське                 | Карибське                 |                       | 30                    | 0.93%                 |
| Африканське               | Африканське               |                       | 20                    | 0.62%                 |
| Азійське                  | Азійське                  |                       | 115                   | 3.58%                 |

| Зайнятість населення за галузями (за класифікацією NOC): | Зайнятість населення за галузями (за класифікацією NOC): | Зайнятість населення за галузями (за класифікацією NOC): | Зайнятість населення за галузями (за класифікацією NOC): | Зайнятість населення за галузями (за класифікацією NOC): |
| -------------------------------------------------------- | -------------------------------------------------------- | -------------------------------------------------------- | -------------------------------------------------------- | -------------------------------------------------------- |
|                                                          |                                                          |                                                          |                                                          |                                                          |
| Управління                                               | Управління                                               |                                                          | 10,7%                                                    | 10,7%                                                    |
| Бізнес, фінанси та адміністрування                       | Бізнес, фінанси та адміністрування                       |                                                          | 13,2%                                                    | 13,2%                                                    |
| Природничі та прикладні науки                            | Природничі та прикладні науки                            |                                                          | 4,7%                                                     | 4,7%                                                     |
| Охорона здоров'я                                         | Охорона здоров'я                                         |                                                          | 6,9%                                                     | 6,9%                                                     |
| Освіта, правозахист, муніципальні та урядові служби      | Освіта, правозахист, муніципальні та урядові служби      |                                                          | 9,6%                                                     | 9,6%                                                     |
| Мистецтво, культура, відпочинок та спорт                 | Мистецтво, культура, відпочинок та спорт                 |                                                          | 1,7%                                                     | 1,7%                                                     |
| Роздрібна торгівля та послуги                            | Роздрібна торгівля та послуги                            |                                                          | 23,7%                                                    | 23,7%                                                    |
| Гуртова торгівля, транспорт та обладнання                | Гуртова торгівля, транспорт та обладнання                |                                                          | 17,6%                                                    | 17,6%                                                    |
| Природні ресурси, сільське господарство                  | Природні ресурси, сільське господарство                  |                                                          | 8%                                                       | 8%                                                       |
| Виробництво                                              | Виробництво                                              |                                                          | 3,6%                                                     | 3,6%                                                     |

## Клімат
Середня річна температура становить 2,7°C, середня максимальна – 23,7°C, а середня мінімальна – -23,2°C. Середня річна кількість опадів – 469 мм.
| Клімат поселення                              | Клімат поселення | Клімат поселення | Клімат поселення | Клімат поселення | Клімат поселення | Клімат поселення | Клімат поселення | Клімат поселення | Клімат поселення | Клімат поселення | Клімат поселення | Клімат поселення | Клімат поселення |
| Показник                                      | Січ.             | Лют.             | Бер.             | Квіт.            | Трав.            | Черв.            | Лип.             | Серп.            | Вер.             | Жовт.            | Лист.            | Груд.            |                  |
| Середній максимум, °C                         | −10,08           | −5,99            | 0,48             | 10,02            | 17,81            | 23,14            | 23,72            | 22,80            | 17,26            | 10,24            | 0,00             | −8,69            |                  |
| Середня температура, °C                       | −16,6            | −12,5            | −6,08            | 3,47             | 11,25            | 16,59            | 18,90            | 18,01            | 12,44            | 5,41             | −4,79            | −13,48           |                  |
| Середній мінімум, °C                          | −23,18           | −19,06           | −12,62           | −3,09            | 4,70             | 10,04            | 14,08            | 13,20            | 7,61             | 0,62             | −9,59            | −18,29           |                  |
| Норма опадів, мм                              | 22               | 17               | 24               | 31               | 53               | 75               | 67               | 63               | 46               | 30               | 20               | 21               |                  |
| Середньомісячна швидкість вітру, м/с          | 4.11             | 4.12             | 4.30             | 4.50             | 4.60             | 4.10             | 3.51             | 3.60             | 4.00             | 4.30             | 4.10             | 4.10             |                  |
| Середньомісячна сонячна радіація, кДж/м²·день | 4055             | 7396             | 12643            | 17098            | 20330            | 21550            | 22321            | 18912            | 13314            | 8021             | 4324             | 3227             |                  |
| --------------------------------------------- | ---------------- | ---------------- | ---------------- | ---------------- | ---------------- | ---------------- | ---------------- | ---------------- | ---------------- | ---------------- | ---------------- | ---------------- | ---------------- |
| Джерело:                                      |                  |                  |                  |                  |                  |                  |                  |                  |                  |                  |                  |                  |                  |